# Lake View (Arkansas)
Lake View is een plaats (city) in de Amerikaanse staat Arkansas, en valt bestuurlijk gezien onder Phillips County.

## Demografie
Bij de volkstelling in 2000 werd het aantal inwoners vastgesteld op 531.
In 2006 is het aantal inwoners door het United States Census Bureau geschat op 483, een daling van 48 (-9,0%).

## Geografie
Volgens het United States Census Bureau beslaat de plaats een oppervlakte van
13,0 km², geheel bestaande uit land.

## Plaatsen in de nabije omgeving
De onderstaande figuur toont nabijgelegen plaatsen in een straal van 24 km rond Lake View.